# Oak Ridge (Missouri)
Oak Ridge és una població dels Estats Units a l'estat de Missouri. Segons el cens del 2000 tenia 202 habitants.

## Demografia
Segons el cens del 2000, Oak Ridge tenia 202 habitants, 82 habitatges, i 63 famílies. La densitat de població era de 210,8 habitants per km².
Dels 82 habitatges en un 24,4% hi vivien nens de menys de 18 anys, en un 63,4% hi vivien parelles casades, en un 9,8% dones solteres, i en un 22% no eren unitats familiars. En el 18,3% dels habitatges hi vivien persones soles el 8,5% de les quals corresponia a persones de 65 anys o més que vivien soles. El nombre mitjà de persones vivint en cada habitatge era de 2,46 i el nombre mitjà de persones que vivien en cada família era de 2,78.
Per edats la població es repartia de la següent manera: un 20,8% tenia menys de 18 anys, un 5% entre 18 i 24, un 29,2% entre 25 i 44, un 30,2% de 45 a 60 i un 14,9% 65 anys o més.
L'edat mediana era de 39 anys. Per cada 100 dones de 18 o més anys hi havia 81,8 homes.
La renda mediana per habitatge era de 32.188 $ i la renda mediana per família de 41.875 $. Els homes tenien una renda mediana de 34.167 $ mentre que les dones 16.635 $. La renda per capita de la població era de 18.310 $. Entorn del 5,3% de les famílies i el 4,7% de la població estaven per davall del llindar de pobresa.

## Poblacions més properes
El següent diagrama mostra les poblacions més properes.